# Celastrina thersanon
Celastrina thersanon är en fjärilsart som beskrevs av Johann Andreas Benignus Bergsträsser 1779. Celastrina thersanon ingår i släktet Celastrina och familjen juvelvingar. Inga underarter finns listade i Catalogue of Life.